# ポップスが最高に輝いた夜
『ポップスが最高に輝いた夜』（ポップスがさいこうにかがやいたよる、The Greatest Night in Pop）は、バオ・グエン監督による2024年の音楽ドキュメンタリー映画。
この映画は、有名なポップ・ソング「ウィ・アー・ザ・ワールド」の創作と1985年のレコーディングについてのものとなっている。この映画には、ライオネル・リッチー、ブルース・スプリングスティーン、ヒューイ・ルイス、ディオンヌ・ワーウィック、シンディ・ローパーなど、この曲に関わった様々な人々への新しいインタビューが含まれている。

## 配給
『ポップスが最高に輝いた夜』のワールドプレミアは、2024年1月19日にサンダンス映画祭の特別上映の一環として行われた。2024年1月29日、Netflixはそのサービスにより映画を公開した。